# ياسر عكاوي
ياسر عكاوي (22 مارس 1969) صحفي اقتصادي لبناني سويسري، وناشط وناشر في مجال حوكمة الشركات العملاقة، حيث يقدم المشورة للشركات والمنظمات في الشرق الأوسط حول ثقافة المساءلة والشفافية في ثقافة الشركة، هو أيضًا رئس تحرير عكاوي مجلة «إيكسكيوتف» اللبنانية الناطقة باللغة الإنجليزية منذ عام 2001، وهي مجلة مالية اقتصادية تهتم بمنطقة الشرق الأوسط وشمال أفريقيا. كما أنه غالبًا ما يُدعى للتحدث في المؤتمرات الدولية حول موضوع حوكمة الشركات، وساهم في نشر تقارير تناقش تطوير السياسات والإصلاحات في العالم العربي.

## نشاطه والمناصب التي تقلدها

### في مجال المجتمع المدني
يشارك عكاوي في المجتمع المدني في الشرق الأوسط، حيث كان عضوًا في لجنة هيومن رايتس ووتش في الشرق الأوسط منذ عام 2010. كما أنه عضو في فريق العمل التابع لمنظمة التعاون الاقتصادي والتنمية لبورصات الشرق الأوسط وشمال إفريقيا. وهو المستشار الإقليمي لمركز المشاريع الدولية الخاصة (CIPE). في أبريل 2010 دعاه الرئيس الأمريكي أنذاك باراك أوباما إلى واشنطن ضمن وفود من جميع أنحاء العالم لمناقشة حالة ريادة الأعمال في الشرق الأوسط وشمال إفريقيا. 
ومنذ عام 2011 عكاوي هو رئيس المركز اللبناني للدراسات السياسية (LCPS)، الذي أُنشئ في عام 1989 كمركز فكري مُدار بشكل مستقل ومحايد من الناحية السياسية بهدف الدعوة للإصلاحات القضائية وعملية الميزانية الشفافة واللامركزية والحكم المحلي وتعزيز وظيفة جمعيات الأعمال في صنع السياسات. 
كان عكاوي عضوًا في مجلس إدارة جمعية الشفافية اللبنانية (LTA) في الفترة بين عامي 2008 و2012، وهو الفرع اللبناني لمنظمة الشفافية الدولية. كما شارك في تأسيس معهد المديرين في عام 2010، الذي يهدف إلى تعزيز الحكم الرشيد في لبنان. واعتبارًا من عام 2014 أصبح عكاوي عضوًا في اللجنة التوجيهية لجمعية الأسهم الخاصة في الشرق الأوسط وشمال إفريقيا.
أسس عكاوي مركز الدراسات الاستراتيجية، وهو منظمة غير حكومية لا تهدف للربح مكرسة لرفع مستوى الوعي حول قضايا التوظيف وتطوير استراتيجيات الموارد. تقدم الجمعية توجيهات للحكومة بشأن سياسات العمل الاقتصادية، وخاصة العلاقة القوية بين الاستثمار الأجنبي المباشر وسوق العمل. 

### في مجال التعليم
يُدرّس عكاوي ريادة الأعمال في الجامعة الأمريكية في بيروت، وكذلك في المدرسة العليا للشؤون الإدارية، كما يُدرّس الإدارة الاستراتيجية في الجامعة الأميركية في بيروت. 

### في مجال الفنون
عكاوي شريك استراتيجي لمعرض بيروت للفنون منذ إنشائه في عام 2010. وهو معرض يُعقد سنويًا للفن والتصميم المعاصر من منطقة الشرق الأوسط وشمال إفريقيا وجنوب آسيا، ويضم 40 معرضًا تبلغ مساحتها 5000 متر مربع.

## استشارات حوكمة الشركات
أسس عكاوي شركة «كابيتال كونسيبت» في عام 2005، يقدم من خلالها المشورة للشركات والمُنظمات في الشرق الأوسط حول حوكمة الشركات، ففي فبراير 2009 قدم عكاوي عرضًا تقديميًا عن حوكمة الشركات للشركات المملوكة للعائلات في البحرين بالشراكة مع جمعية المحاسبين البحرينيين وجمعية الصحفيين البحرينيين، وفي أبريل 2009 كان جزءًا من وفد دعا إليه نادي رجال الأعمال اليمنيين لتدريب مجلس الإدارة في اليمن على حوكمة الشركات. وفي نوفمبر 2010 تمت دعوة عكاوي إلى سلطنة عمان للمشاركة في مؤتمر حول نمو حوكمة الشركات في منطقة الشرق الأوسط وشمال إفريقيا.
وفي عام 2006، لعبت «كابيتال كونسيبت» دورًا أساسيًا في إنشاء «معهد حوكمة للدراسات»، ومقره دبي. 

## نشاطه الإعلامي
عكاوي هو ناشر وصحفي، ورئس تحرير مجلة «إيكسكيوتف» اللبنانية الناطقة باللغة الإنجليزية منذ عام 2001، وفي عام 2010 أصبحت المجلة عضوة في «تدقيق منشورات الأعمال (BPA) العالمية»، وهي أكبر مؤسسة إعلامية للتدقيق في العالم. وفي مايو 2013 انتُخب عكاوي عضوًا في مجلس إدارة الفرع اللبناني للجمعية الدولية للإعلان لمدة عامين. وفي نفس الشهر تم اختياره أيضًا ليكون ممثل لبنان لمهرجان كان ليونز الدولي للإبداع  لجوائز 2013 و2014. 

## روابط خارجية
- Capital Concept
- Executive Magazine
- Prime Job